# Władysław Różycki (polityk)
Władysław Różycki (ur. 1833, zm. 10 sierpnia 1915) – ziemianin, niemiecki polityk, poseł do Reichstagu.
Pochodził z arystokratycznej rodziny Różyckich herbu Doliwa. Właściciel Wlewska. Był posłem do Reichstagu w Berlinie z ramienia mniejszości polskiej, której był liderem.